# Ås kyrka, Västergötland
Ås kyrka är en kyrkobyggnad som sedan 2002 tillhör Flo församling (tidigare Ås församling) i Skara stift. Den ligger vid Dättern i norra delen av Grästorps kommun.

## Namnet
Det har antagits att bynamnet Ås är bildat av ånamnet Asa vilket skulle vara ett äldre namn på Nossan, men även syftande på den markerade höjd vid Lillån där kyrkan ligger. Denna uppträder i handlingar första gången vid år 1286 Item ecclesie in Asum do terram trium cribrorum Westgoticorum. Handlingen (SD 910) är Carl Estridssons testamente av gårdar och pengar till kyrkor och kloster.

## Kyrkans läge
Byggnaden är anlagd på en hög strax intill en å. Högen ifråga har genom undersökning vid slutet av 1970-talet konstaterats vara en storhög. Högens ursprungliga omfattning har varit 40-50 meter bred och 5-6 meter hög. Högen planades ut vid kyrkans anläggande till omkring 2,5 meter. Intill kanterna har ytterligare jord tillförts i senare tid för att göra kyrkogården jämnare. I ett provschakt strax utanför kyrkans norra mur påträffades en grav från yngre järnåldern i form av brända ben från människa, häst och hund, samt båtnitar och en bäverklo.

## Kyrkobyggnaden
Kyrkan uppfördes troligen i början av 1100-talet. Den har en stomme av gråsten och består av ett medeltida långhus med ett utbyggt femsidigt kor i öster. Ursprungligen hade anläggningen ett mindre rakslutet kor. 1745 genomfördes en stor ombyggnad då nuvarande femsidiga kor tillkom. Vid västra sidan finns ett smalare och lägre vapenhus. Detta har ersatt en äldre vapenhus av timmer som fanns på södra sidan. Norr om koret finns en vidbyggd sakristia. Ytterväggarna är vitputsade och yttertaket är belagt med skiffer. Vid mitten av 1700-talet utflyttades långhusets södra vägg något så att kyrkan breddades. Nya fönster togs upp 1853.
Vid en ombyggnad av inredningen under 1800-talet togs de gamla gravhällarna bort inne i kyrkan och blev golv i vapenhuset. Dessa är numera uppsatta på kyrkans ytterväggar. Den äldsta hällen tillhör kyrkoherde Gunnarus Nicolai som dog 1606. Gravhällen har varit placerad över hans grav i koret mitt för altaret. En annan väl bevarad gravhäll tillhör den siste kyrkoherden i Ås, Gabriel Flodinus, död år 1670.   
En fristående klockstapel är byggd 1818 och ersatte då en äldre stapel. Den rymmer två kyrkklockor. Den lilla klockan har daterats till slutet av 1400-talet. Stapeln har en stomme av trä och är klädd med rödmålad träpanel. Taket är en karnisformad huv klädd med kluvna och tjärade takspån.

## Inventarier
- Dopfunten av sandsten är från senare delen av 1200-talet.
- Altaruppsatsen är tillverkad 1688 av bildhuggare Georg Basselaque.
- Predikstolen är tillverkad 1720 och har skulpturer av de fyra evangelisterna.
- Epitafium från 1761 med tetragrammet JHWH.
- Psalmtavla från 1745 med tetragrammet JHWH.
- En ljuskrona av mässing är från 1700-talet.

### Klockor
Kyrkan har två medeltida klockor.
- Storklockan är ett stort exemplar av en senmedeltida normaltyp.
- Lillklockan har en latinsk inskrift runt halsen som utgör de fem första orden i Änglahälsningen åtskilda av symboler.

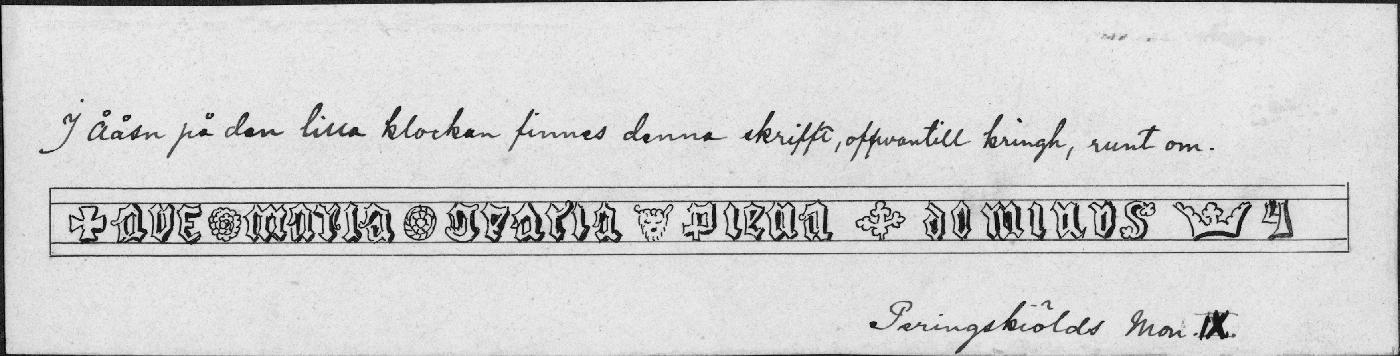
Inskriften på lillklockan.

### Orgel
- Den stumma fasaden på läktaren i väster härrör från 1930 års orgel och ritades av Bernhard Schill och byggdes av John Grönvall Orgelbyggeri.
- Verket tillkom 1992 och är nytt med inslag av äldre material. Tillverkare var Tostareds Kyrkorgelfabrik. Instrumentet har sju stämmor fördelade på manual och pedal.[2]

## Runsten
I kyrkans vägg finns en runsten (Vg 112) som inmurades i nordöstra korväggen vid ombyggnaden på 1740-talet. Det är okänt var stenen ursprungligen har stått. Ristningen har utförts under förra hälften av 1000-talet. Dess inskrift lyder (förenklad): Tore (Thurir)reste denna sten efter Karl sin kamrat, en mycket god kämpe. I Hobro på Jylland finns en likalydande runsten. Detta har tolkats så att Karl omkom i Danmark, varvid en sten restes där. När Tore Kom till Ås högg han en likadan sten över sin kamrat hemma. Omkring Ås finns totalt 12 runstenar.

## Bilder

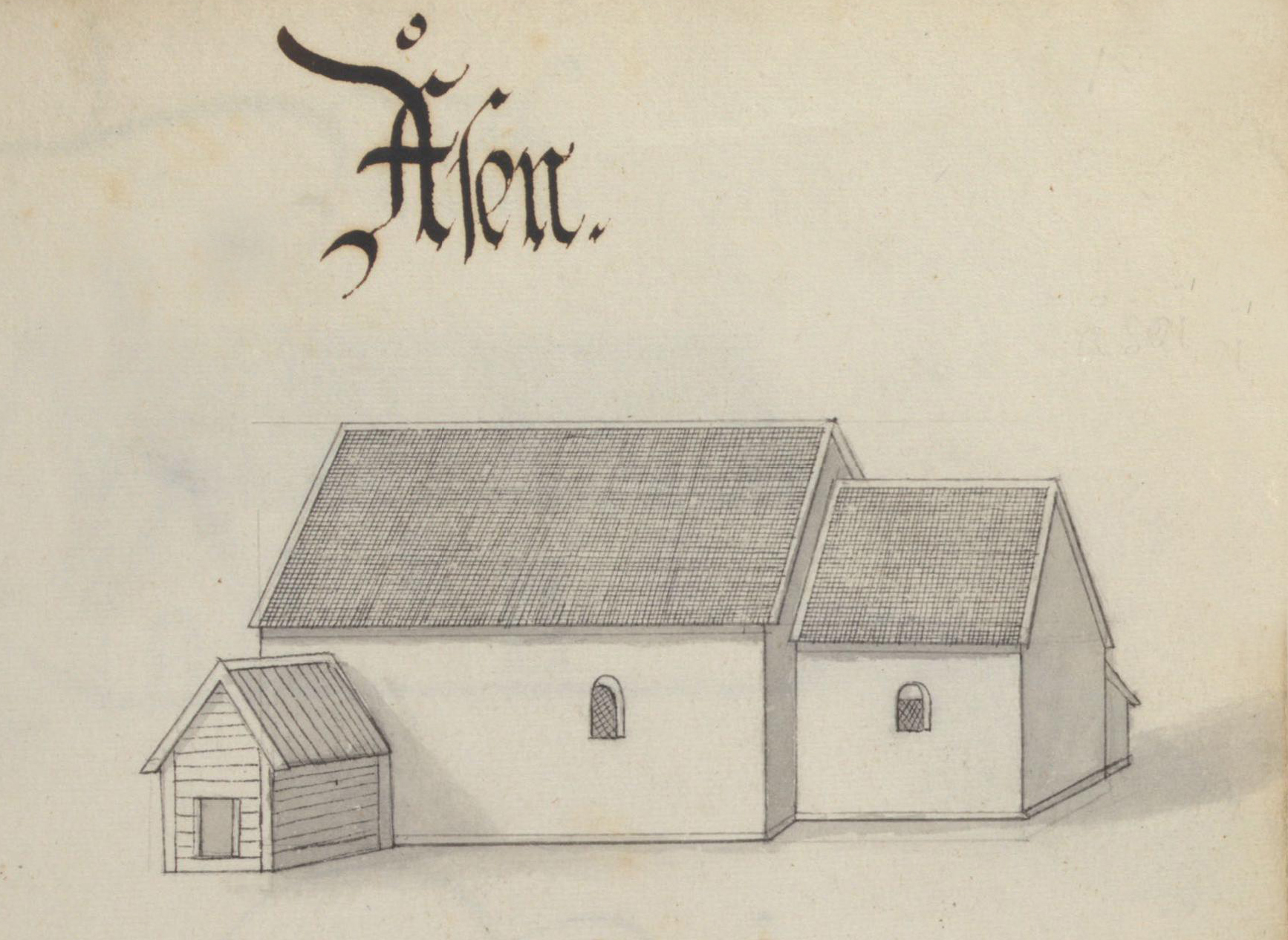
Kyrkan på teckning omkring 1670.
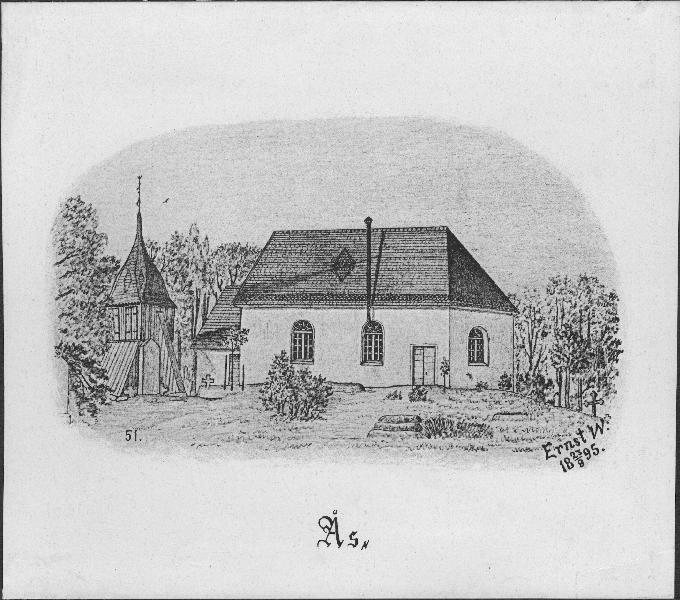
Kyrkan på teckning från 1895.
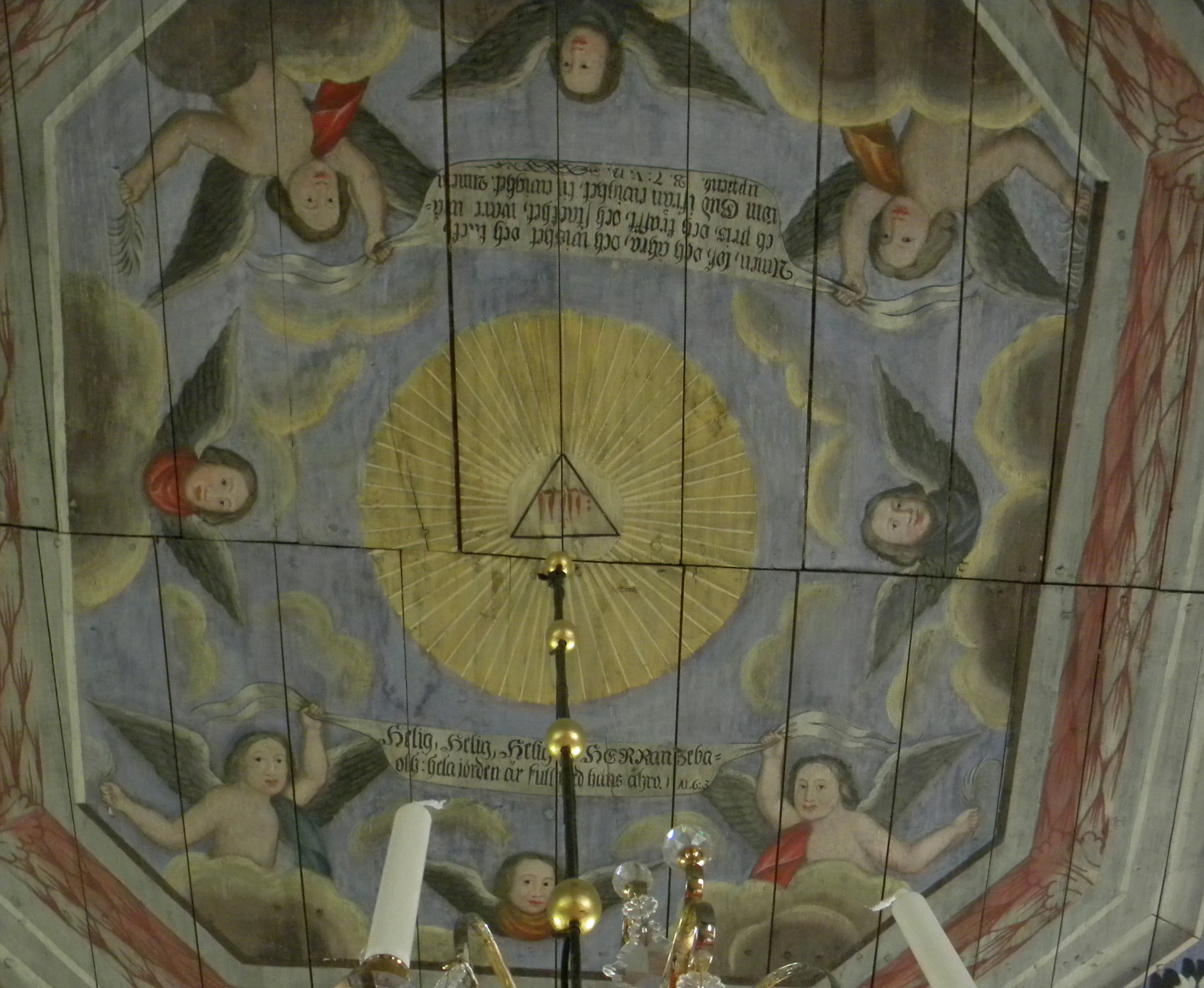
Takmålning från 1745.
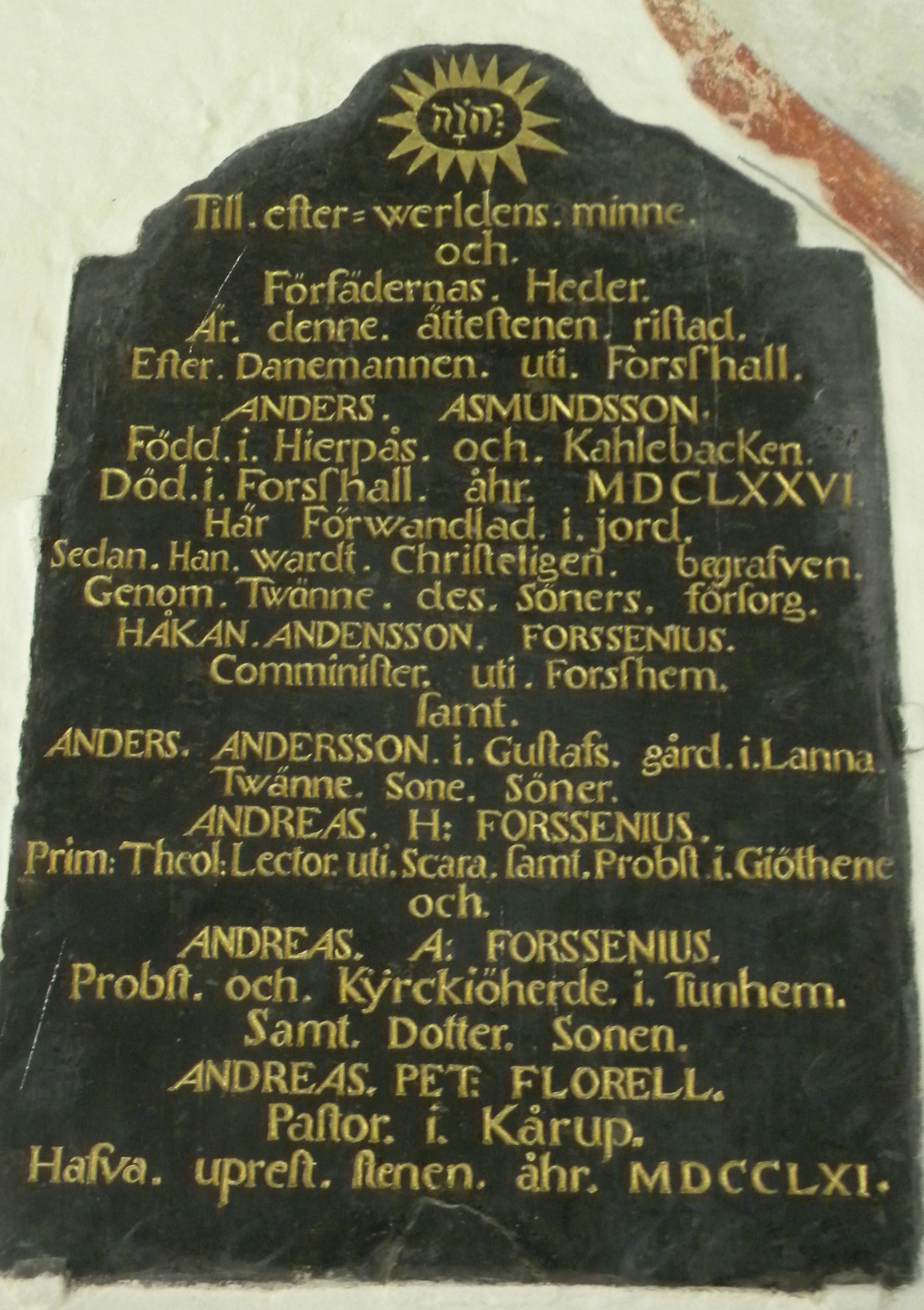
Epitafium från 1761.
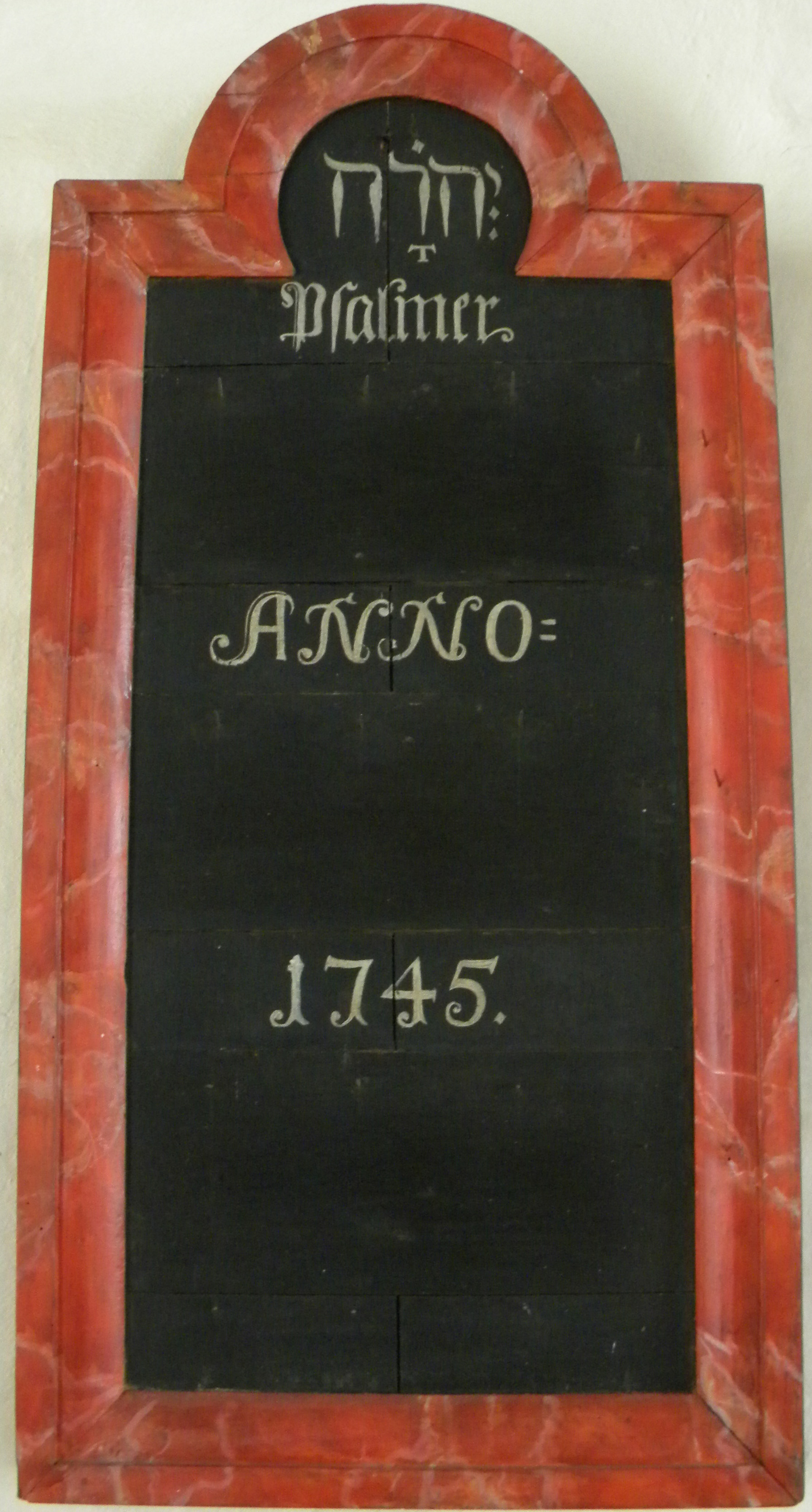
Psalmtavla från 1745.

### Webbkällor
- Svenska kyrkan i Grästorp
- byggnadspresentation
- om klockstapeln